# Nói albínói
Pour plus de détails, voir Fiche technique et Distribution.
Nói albínói, parfois intitulé Nói l'albinos, est un film islandais réalisé par Dagur Kári, sorti en 2003.
Le film explore la vie d'un adolescent en marge, Nói Kristmundsson, 17 ans, vit à la dérive dans un fjord reculé du nord de l'Islande. En hiver, le fjord est coupé du monde, cerné par des montagnes menaçantes et enseveli sous un linceul de neige. Nói rêve de s'évader avec Iris, une fille de la ville. Mais ses maladroites tentatives d'évasion se succèdent et échouent lamentablement. Seule une catastrophe naturelle lui laissera entrevoir un avenir prometteur.
La musique est signée Slowblow, le groupe de Dagur Kári.

## Synopsis
Nói Kristmundsson est un adolescent de 17 ans qui habite dans un petit village de pêche au nord-ouest de l'Islande avec sa grand-mère (Lina Anna Fridriksdottir ). Son père (Kiddi Þröstur Leó Gunnarsson ), un chauffeur de taxi alcoolique, vit aussi dans le village, mais Nói a une relation assez distante avec lui. Atteint d'alopécie, son apparence est très différente des autres habitants du village. Une grande partie de son temps est consacré à errer soit dans la ville déserte, à la librairie, ou dans une cave cachée dans la maison de sa grand-mère, dans lequel il se cache à la manière des enfants esseulés et qui lui sert de sanctuaire. La ville est une sorte de purgatoire pour Noi, entouré de montagnes et accessible seulement par bateau durant l'hiver, quand les routes à travers les cols de montagne sont très enneigées. Noi est très intelligent, mais il est totalement indifférent à l'école. Il sèche souvent les cours pour aller à la station-service locale, où il traficote la machine à sous pour gagner un petit jackpot qui lui sert à acheter une bière de malt. Le village sombre semble offrir peu de perspectives pour l'avenir.
Les choses commencent à changer pour Nói quand il rencontre la nouvelle gardienne de la station service locale, une jeune femme séduisante, nouvelle dans le village. Il en parle à Oskar ( Hjalti Rögnvaldsson ) le propriétaire de la librairie, qui lui apprend qu'elle est sa fille (Iris Elín Hansdottir ), et qu'elle est là pour s'éloigner un peu de la folie de la ville. Nói commence à s'éprendre d'Iris. Un soir, ils s'introduisent dans le musée d'histoire naturelle local. Pour échapper au gardien, ils se cachent dans un placard, où ils découvrent une carte light-up du monde. Nói dit que l'Islande ressemble à une crotte de nez, un crachat sur la carte, et Iris avance l'idée de s'enfuir, de partir loin de l'île. Nói demande où, et Iris lui suggère d'appuyer sur un bouton au hasard sur la carte et c'est la lumière d'Hawaii qui s'allume. C'est alors que Nói commence à rêver de quitter le village et l'Islande. Sa grand-mère lui offre une visionneuse avec les diapositives d'une île tropicale. Il est particulièrement touché par l'image d'une plage tropicale avec une mer bleue, du sable beige et des palmiers, complètement à l'opposé de son environnement immédiat.
Un jour à l'école, le directeur lui demande de rencontrer un psychologue scolaire qui vient de la ville. Le spécialiste lui pose une série de questions, et tout en répondant succinctement, Noi résous un Rubik's Cube. Le psychologue lui donne une test de QI à compléter. Plus tard, Noi utilise un magnétophone pour prendre sa place dans la classe de mathématiques, ce qui enrage le professeur. L'enseignant va voir le principal, insistant sur le fait que Nόi a une influence néfaste sur les autres élèves et doit être expulsé immédiatement. Le principal est hésitant, mais il est forcé d'expulser Nόi après que l'enseignant ne lui donne à choisir entre Noi et lui. Nόi quitte l'école en colère parce que son père va être bouleversé. Lorsqu'il lui dit, ils se battent un peu, puis son père l'emmène dans un bar local. Noi se verse de l'alcool dans son soda, et lorsque le barman le voit faire, il le fait mettre dehors, l'alcool étant interdit aux mineurs. Il va à la maison d'Oskar pour voir Iris, mais elle ne répond pas à ses appels depuis la rue. Il grimpe sur le toit, et Oskar le découvre à la fenêtre de sa fille. Ils boivent un café ensemble dans la cuisine d'Oskar et ce dernier se met à rire quand Noi lui dit qu'il veut être avocat. Iris descend à la cuisine, réveillée par les rires, et insiste pour que Nói passe la nuit sur le canapé, malgré les objections d'Oskar.
Sa grand-mère va voir le voyant local, Gylfi ( Kjartan Bjargmundsson ), et demande qu'il lise l'avenir de Noi, pour peut-être lui donner une autre orientation. Noi, qui travaille comme un fossoyeur à ce moment, va voir Gylfi sur une pause déjeuner. Après la lecture des feuilles de thé, Gylfi devient visiblement bouleversé, avisant Nói qu'il ne voit que la mort dans cette tasse. Noi, claque la porte, insultant Gylfi. Peu après, Noi tente de cambrioler la banque avec la carabine de sa grand-mère, mais il n'est pas pris au sérieux. Le directeur lui prend le fusil des mains en l'appelant par son prénom, et pousse de colère dans la rue, lui demandant s'il est devenu fou. Il revient à l'intérieur de la banque, humilié et retire tout l'argent son compte. Il s'achète un beau costume tout neuf. Puis il vole une voiture, avec l'intention de s'enfuir avec Iris.  Ne s'attendant pas à le voir ainsi, elle le regarde d'un air absent. Il se rend compte qu'elle ne viendra pas avec lui. Sa voiture est coincée dans la neige, et il est rapidement appréhendé par la police. Son père le sort de prison et l'emmène chez lui. Sur le chemin du retour, ils s'arrêtent à la station service, où il voit Iris faire le plein d'un gros camion.
Nói arrive à la maison et descend dans son sanctuaire, sous la maison. Soudain, la terre tremble violemment, et la lumière s'éteint. Nói trouve son briquet et tente de s'échapper de la cave, mais il est incapable d'ouvrir la porte. Il s'allonge sur le sol, regardant son briquet jusqu'à ce que l'essence s'épuise. Il est finalement réveillé par la porte qui s'ouvre au-dessus. Il découvre qu'il y a eu une avalanche qui a détruit la maison et tué sa grand-mère et son père. Dans un abri de secours, il regarde les informations et découvre que presque tous ceux qu'il aimait a été tué dans l'avalanche, également Iris. Gylfi, sa prophétie accomplie, a également péri. Il revient plus tard dans les décombres de la maison de sa grand-mère pour récupérer la visionneuse. Le film se termine avec Noi regardant la diapositive de la plage tropicale, qui se met à bouger avec ses vagues et le vent dans les branches des palmiers.

## Fiche technique
- Titre original : Nói albínói
- Titre anglais : Noi the Albino
- Titre français alternatif : Nói l'albinos[1]
- Réalisation : Dagur Kári
- Scénario : Dagur Kári
- Musique : Slowblow
- Photographie : Rasmus Videbaerk Dff
- Montage : Daniel Dencik
- Son : Petur Einarsson
- Décors : Jon Steinar Ragnarsson
- Costumes : Linda B. Arnadottir et Tanja Dehmel
- Production : Philippe Bober, Kim Magnusson (en), Skuil Fr. Malmquist et Thorir Snaer Sigurjonsson
- Sociétés de production : Zik Zak Filmworks, Essential Filmproduktion, The Bureau et M&M Production
  - Soutiens : Det Danske Filminstitut, Film Council, Filmboard Berlin-Brandenburg, Filmstiftung Nordrhein-Westfalen et Icelandic Film Production, Zdf Das Kleine Fernsehspiel Arte
- Société de distribution : Haut et Court (France)
- Pays :  Islande,  Allemagne,  Royaume-Uni et  Danemark
- Langue originale : islandais (et quelques répliques en français)
- Format : couleur - 35 mm - Dolby Digital
- Genre : drame
- Durée : 93 minutes
- Dates de sortie :
  - France : 24 janvier 2003 (Festival d'Angers) ; 14 mars 2003 (Festival de Rouen) ; 9 juillet 2003 (sortie nationale)
  - Islande : 28 février 2003

## Distribution
- Tómas Lemarquis
- Throstur Leó Gunnarsson
- Elín Hansdóttir
- Anna Fridriksdóttir
- Hjalti Rognvaldsson
- Pétur Einarsson
- Kjartan Bjargmundsson
- Greipur Gíslason

## Distinctions

### Récompenses
- Festival du cinéma nordique de Rouen 2003 : Grand prix du jury
- Festival Premiers plans d'Angers 2003 : Prix du jury européen, prix "Ciné Cinémas", prix GNCR, prix Laser Vidéo Titres, prix de la meilleure bande originale